# Шейтек (тауншип, Миннесота)
Шейтек (англ. Shetek) — тауншип в округе Марри, Миннесота, США. На 2000 год его население составило 313 человек.

## География
По данным Бюро переписи населения США площадь тауншипа составляет 91,9 км², из которых 80,5 км² занимает суша, а 11,4 км² — вода (12,43 %).

## Демография
По данным переписи населения 2000 года здесь находились 313 человек, 127 домохозяйств и 99 семей.  Плотность населения —  3,9 чел./км².  На территории тауншипа расположено 272 постройки со средней плотностью 3,4 построек на один квадратный километр. Расовый состав населения: 99,04 % белых, 0,32 % коренных американцев и 0,64 % приходится на две или более других рас. Испанцы или латиноамериканцы любой расы составляли 0,32 % от популяции тауншипа.
Из 127 домохозяйств в 22,8 % воспитывались дети до 18 лет, в 75,6 % проживали супружеские пары, в 2,4 % проживали незамужние женщины и в 22,0 % домохозяйств проживали несемейные люди. 18,1 % домохозяйств состояли из одного человека, при том 7,1 % из — одиноких пожилых людей старше 65 лет. Средний размер домохозяйства — 2,46, а семьи — 2,82 человека.
18,2 % населения — младше 18 лет, 7,7 % — в возрасте от 18 до 24 лет, 21,4 % — от 25 до 44, 38,0 % — от 45 до 64, и 14,7 % — старше 65 лет. Средний возраст — 46 лет. На каждые 100 женщин приходилось 117,4 мужчин.  На каждые 100 женщин старше 18 приходилось 116,9 мужчин.
Средний годовой доход домохозяйства составлял 40 357 долларов, а средний годовой доход семьи —  41 071 доллар. Средний доход мужчин —  27 778  долларов, в то время как у женщин — 23 333. Доход на душу населения составил 25 683 доллара. За чертой бедности не находилась ни одна семья и 2,1 % всего населения тауншипа.